# Telemaco di Agrigento
Telemaco (... – VI secolo a.C.) fu tiranno di Akragas, l'attuale Agrigento, dal 554 a.C.
Guidò la rivolta popolare che portò al rovesciamento di Falaride; bisnonno di Terone, apparteneva all'illustre famiglia degli Emmenidi, i cui membri, di origine rodiense, erano stati tra i fondatori di Gela. Stando a Pindaro, i suoi antenati affermavano di discendere da Cadmo.